# Clube de Futebol Caniçal
O Clube de Futebol Caniçal é um clube português, localizado na freguesia de Caniçal, concelho de Machico, na Região Autónoma da Madeira.

## História
O clube foi fundado em 16 de Setembro de 1981 por iniciativa de Duarte Moniz, Ivo dos Santos Velosa e Manuel Carlos Melim. Em pouco tempo o clube chegou à 1ªDivisão da AF Madeira. Em 1984 o clube começa a participar nos escalões mais jovens da modalidade.
No fim da década de 80, com a instalação da Zona Franca da Madeira nos terrenos do anterior campo, o clube estabelece-se no atual Campo do Caniçal. Em 1996/97 o clube sagra-se campeão regional da 1ªDivisão da AF Madeira e ascende aos nacionais, tendo no entanto uma passagem fugaz na medida em que volta a cair nos regionais na época seguinte. Depois de várias tentativas, o clube na época de 2004/05 alcança o título de campeão regional da 1ªDivisão da AF Madeira, subindo à III Divisão- série E onde realizou uma época sem sobressaltos, ficando mais duas épocas neste escalão. No final da época 2006/07 sagra-se campeão e ascende à II Divisão Série B, fazendo a sua estreia neste escalão.
Tem uma equipa B que compete na 2ªDivisão Regional da AF Madeira, sendo o seu presidente Emanuel Melim.
Na temporada 2014/15, sagra-se Campeão da Divisão de Honra da AF Madeira com 47 pontos em 22 jogos (14 vitórias, 5 empates e 3 derrotas). Na última temporada, 2015/16, torna-se Bicampeão da Divisão de Honra da AF Madeira e alcançando seu 4º título regional. Domingo 12 Junho 2022 - 17h00 ganhou a sua primeira AF Madeira Taça: 2022 depois de várias tentativas a quinta foi de vez vencedor.

## Histórico
|                   | Nº Presenças   | Títulos |
| ----------------- | -------------- | ------- |
| Temporadas na 1ª  | 0              |         |
| Temporadas na 2ª  | 0              |         |
| Temporadas na 2ªB | 1 (a decorrer) |         |
| Temporadas na 3ª  | 3              |         |
| Taça de Portugal  | -              |         |
| Taça da Liga      | 0              |         |

## Palmarés
- 1 AF Madeira Taça:2021/22
- Divisão de Honra da AF Madeira:2014/15
- Divisão de Honra da AF Madeira:2015/16
- 1ªDivisão da AF Madeira:1996/97
- 1ªDivisão da AF Madeira:2004/05
- III Divisão Série E:2006/07